# Graticcia

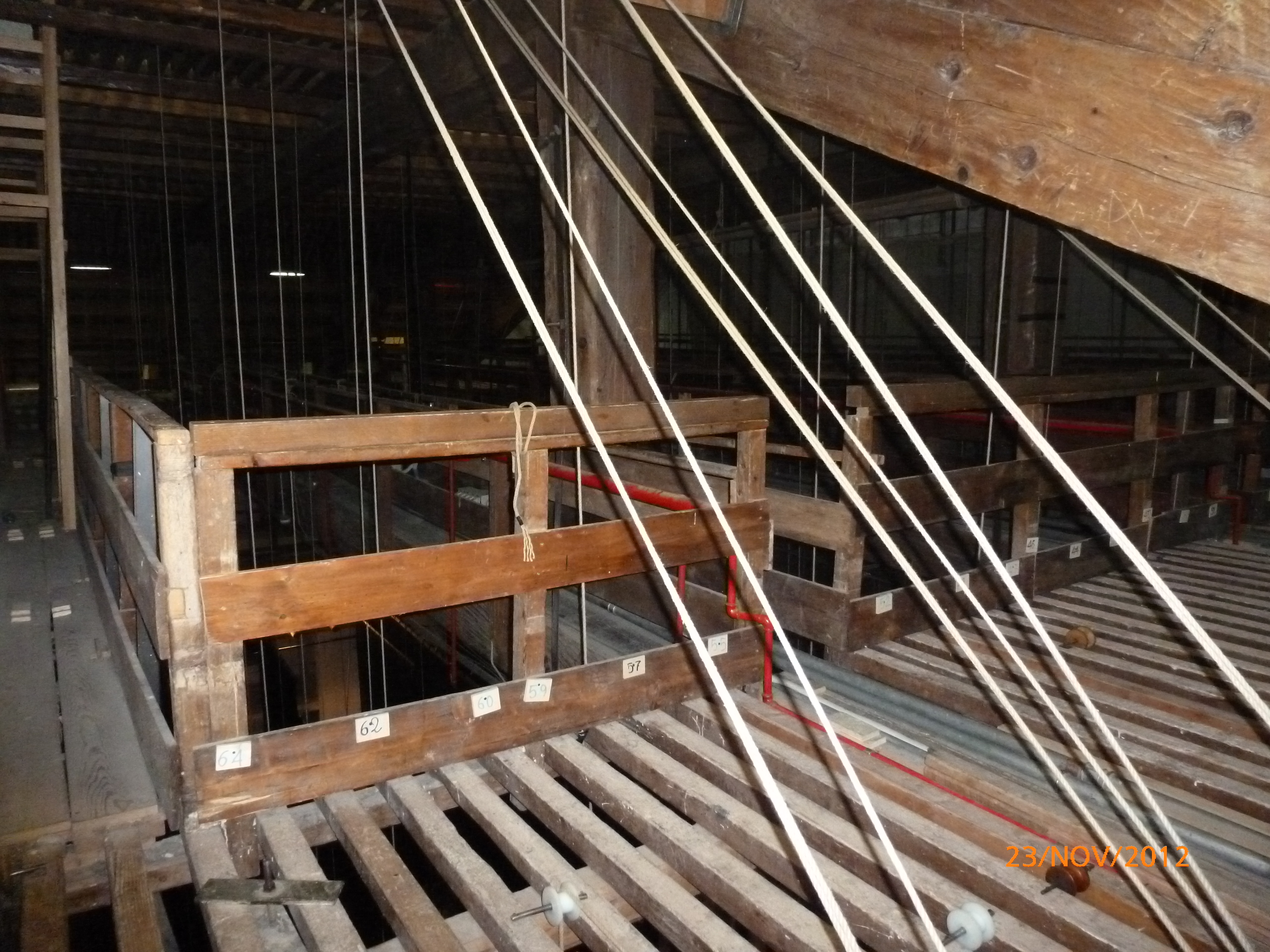
Graticcia vista dall'alto del Teatro Nuovo "Gian Carlo Menotti" di Spoleto

La graticcia o graticciata o graticcio è una struttura a travi di legno o di metallo alloggiata in cima alla torre scenica, a ridosso del soffitto del palcoscenico in un teatro.
Delle stesse dimensioni del palcoscenico, normalmente è posta ad una altezza variabile di teatro in teatro a seconda dell'altezza del soffitto. Il tutto è ancorato al tetto del teatro grazie a tralicci in metallo o a travature di legno.

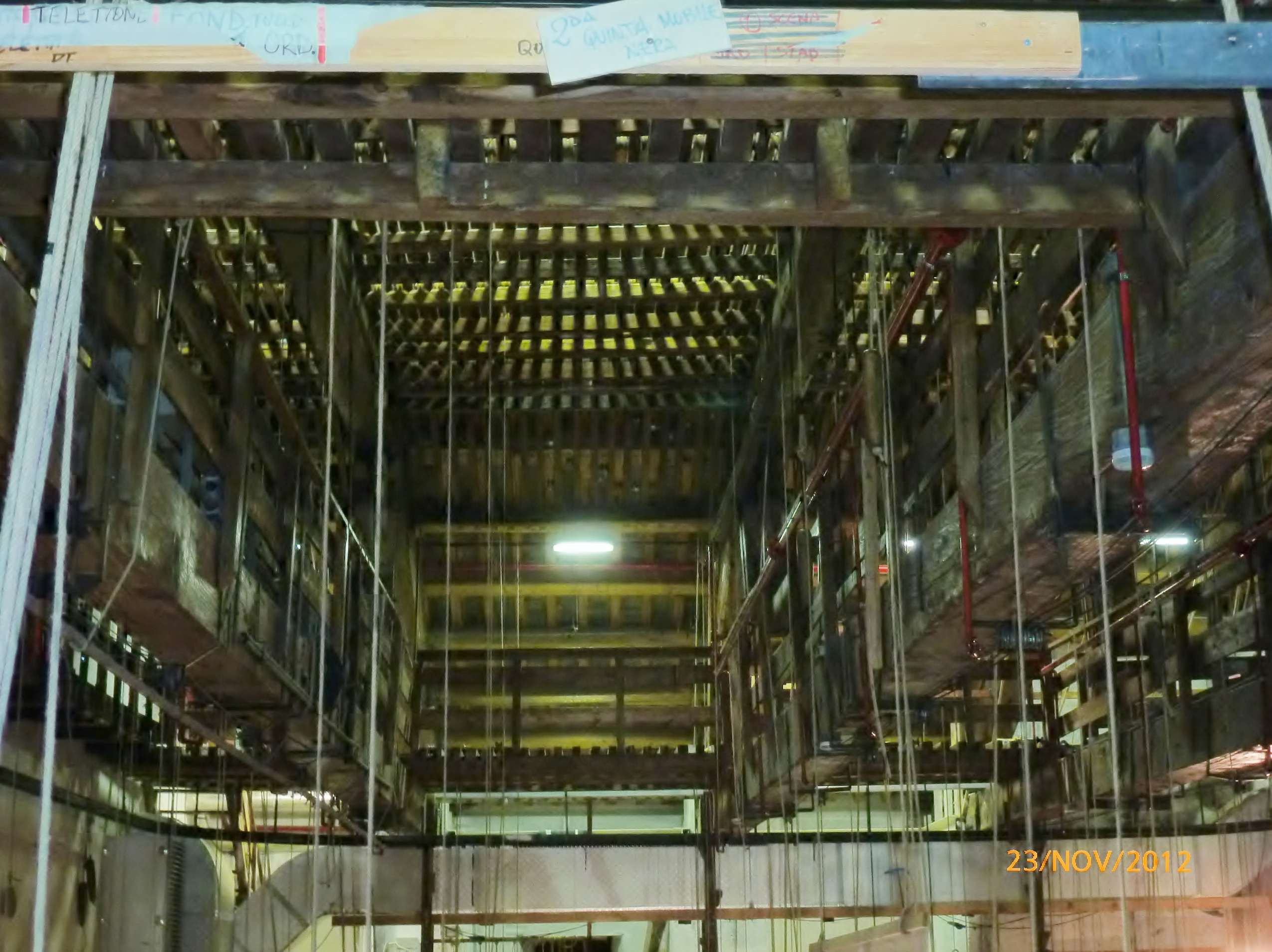
Graticcia del Teatro Nuovo "Gian Carlo Menotti" di Spoleto vista dal basso.

La distanza della graticcia dal soffitto del teatro deve essere praticabile, cioè tale da poter consentire il passaggio, più o meno agevole, di un tecnico, un macchinista teatrale.

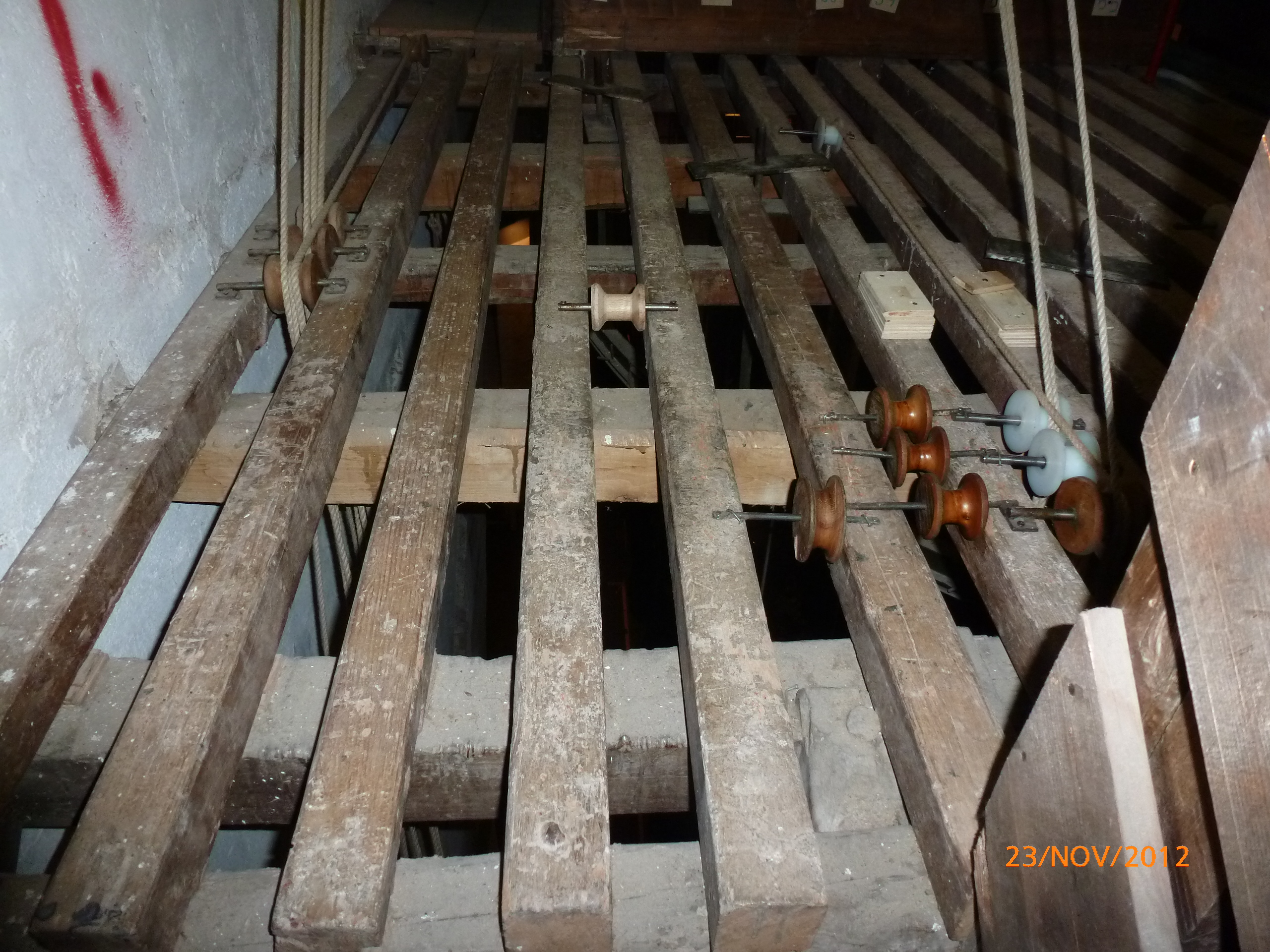
Particolare della Graticcia del Teatro Nuovo "Gian Carlo Menotti" di Spoleto.

## Travetti di legno
La graticcia è composta di tanti travetti di legno, chiamati morali, tutti paralleli al boccascena, che misurano 7 x 8 cm, posti a distanza di 8 cm l'uno dall'altro (un vuoto e un pieno), misure che variano secondo le dimensioni del teatro.
Gli spazi tra travetto e travetto, detti tagli, sono progressivamente numerati dal boccascena al fondoscena.

### Pulegge, rocchetti, carrucole

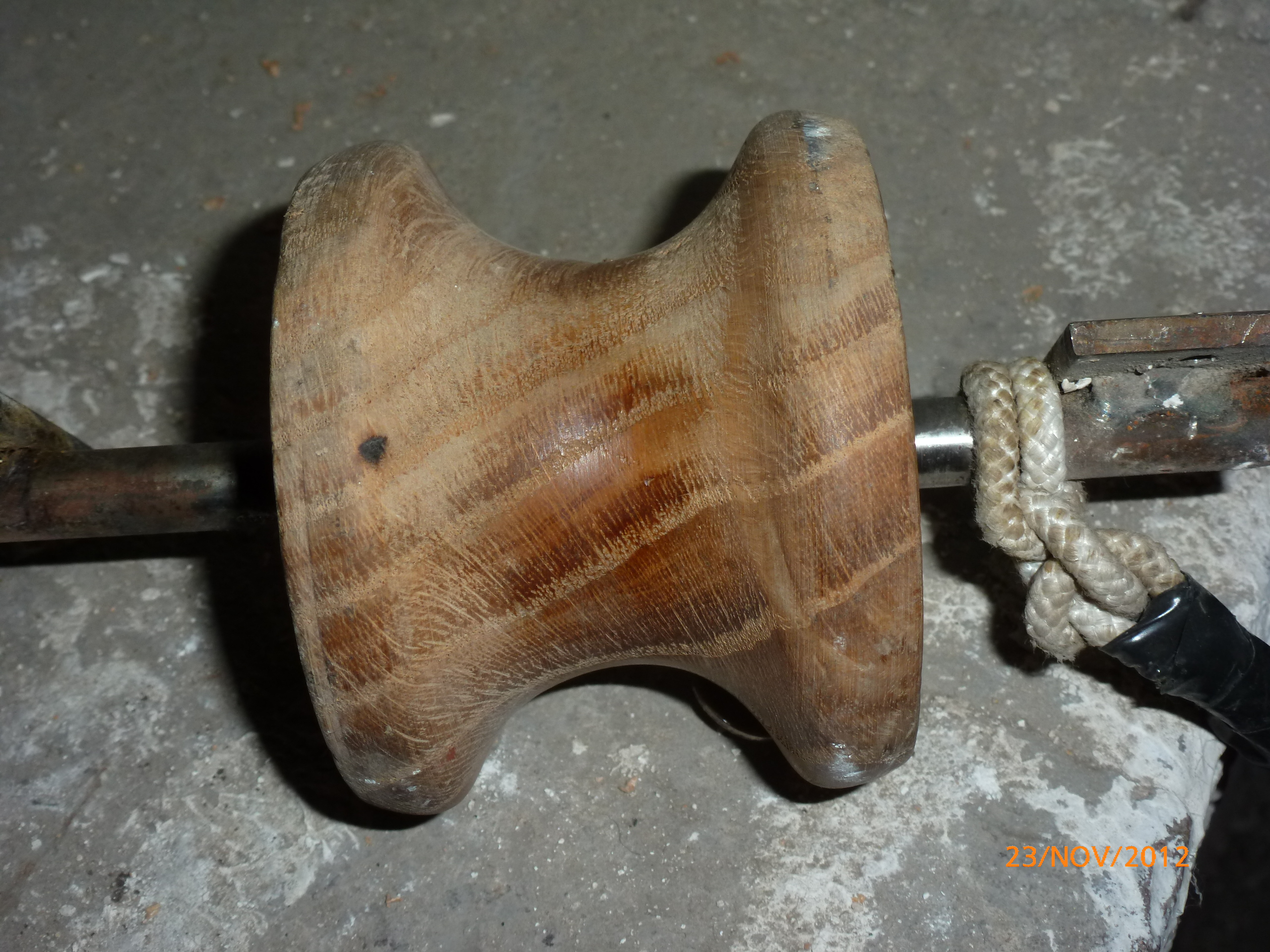
Rocchetto o carrucola o puleggia

All'interno dei tagli vengono fermati i rocchetti o carrucole o pulegge, nelle cui scanalature passano le corde di canapa, legate agli stangoni, che a loro volta portano fondali, quinte, cieli, americane, scenografie, ecc. 

### Tiri
Ogni elemento scenico può essere movimentato, alzato o abbassato grazie allo scorrimento sui rocchetti delle corde che lo sorreggono; per poter scorrere le corde (una volta messe a punto, in gergo, vengono dette tiri) devono essere tirate tutte nello stesso taglio.
Le varie corde, la lunga, la media, la corta, (se il fascio è composto da tre corde) oppure la lunga, la mezzalunga, la media, la mezza corta e la corta (se il fascio è composto da cinque corde), sono così distinte e nominate in base alla loro distanza dal mantegno cui sono legate, cioè dal punto di manovra.
Per sostenere e manovrare elementi scenici piuttosto pesanti i tiri sono contrappesati, così da rendere possibili cambi velocissimi ad opera di un solo macchinista.
La graticcia è maggiormente necessaria in caso di spettacoli con complessa struttura scenografica, illuminotecnica e fonica.
In alcuni piccoli teatri alla graticcia si sostituisce una rocchettiera fissa, certamente meno versatile e più difficile da utilizzare.

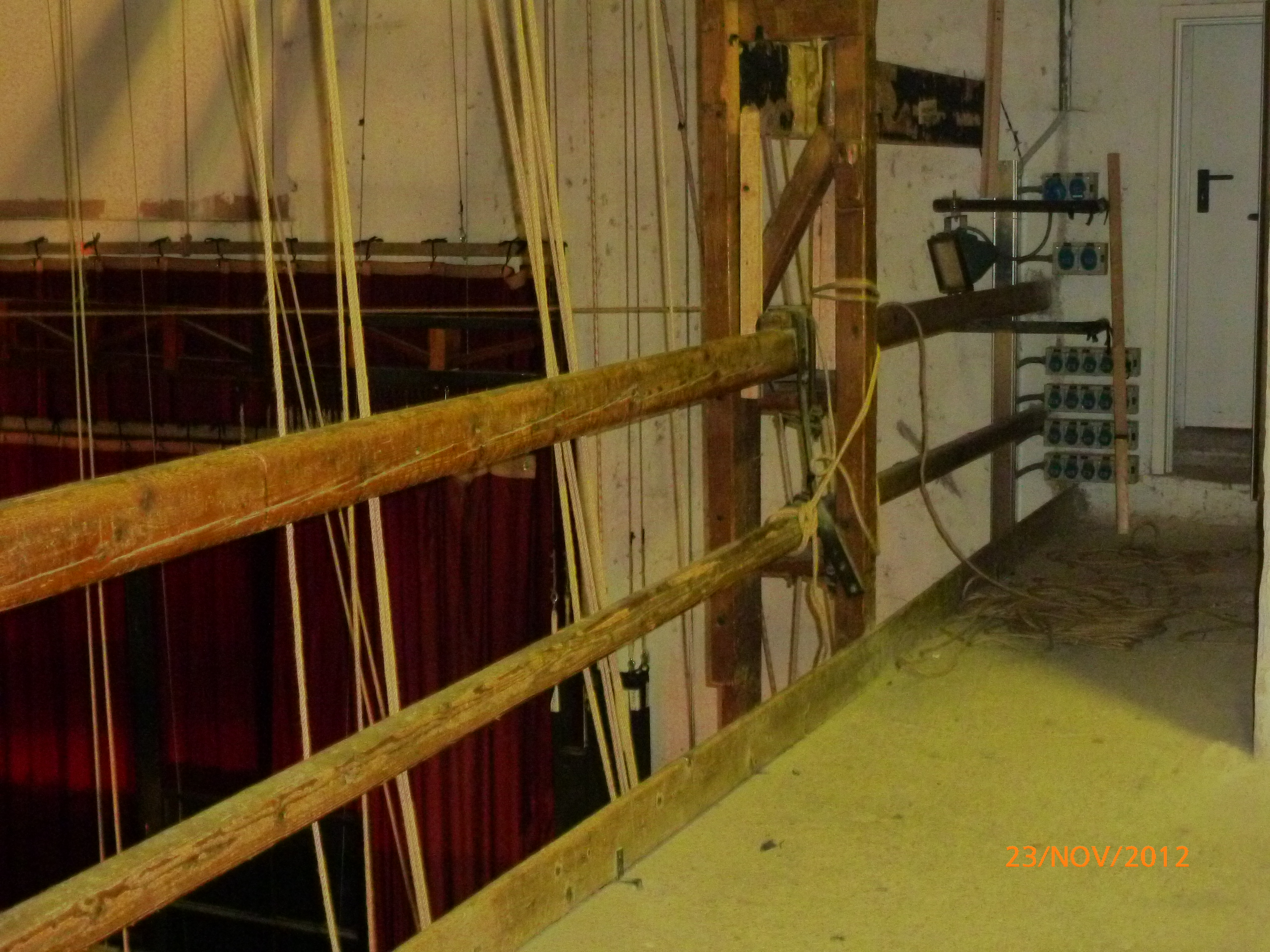
Ballatoio del Teatro Nuovo "Gian Carlo Menotti" di Spoleto

### Ballatoio
È una pensilina sporgente dai muri che gira tutto intorno al palcoscenico a un'altezza variabile da teatro a teatro. Costruito con tavole di legno o, più modernamente, in cemento armato, serve per raggiungere la graticcia. Il corrimano che lo delimita da un lato viene usato per legare le corde (mantegno).
Secondo la grandezza e l'importanza del teatro i ballatoi sono collocati a più altezze e possono essere anche tre. Il primo ballatoio (più vicino al piano palcoscenico) è quello di manovra, quello in cui i macchinisti regolano la maggior parte dei movimenti e cambiamenti di scena.